# Larutia sumatrensis
Larutia sumatrensis es una especie de escincomorfos de la familia Scincidae.

## Distribución geográfica yhábitat
Es endémica de los montanos del oeste de Sumatra (Indonesia). Su rango altitudinal oscila entre 250 y 1800 m s. n. m..